# Maria Sguassábia
Maria Stela Rosa Sguassábia (Araraquara, 12 de marzo de 1899 — São João da Boa Vista, 12 de marzo de 1899) fue una profesora brasileña. Se hizo notoria luego de su actuación en la Revolución Constitucionalista de 1932 por haber sido una de las mujeres que actuaron en el frente como soldado al igual que Nhá Chica y Maria José Bezerra.

## Biografía

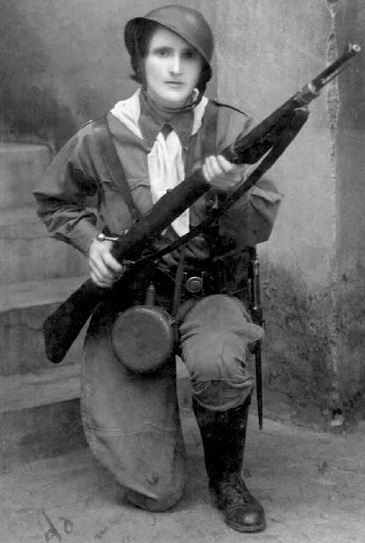
Maria Sguassábia en la Revolución de 1932.

Maria Stela Rosa Sguassábia nació el 12 de marzo de 1899 en la ciudad de Araraquara, Estado de São Paulo, hija de José Sguassábia y Palpello Clotildes. Fue maestra rural en la Hacienda Paulicéia, en la ciudad de São João da Boa Vista. El 22 de abril de 1922 se casó con José Pinto de Andrade, con quien tuvo una hija, María José de Andrade, nacida el 29 de enero de 1923. Sin embargo, enviudó durante el quinto mes de embarazo. 
Durante la Revolución Constitucionalista de 1932, la hacienda Pauliceia, donde daba clases en una pequeña escuela primaria rural, era un lugar estratégico para las tropas constitucionalistas ya que limitaba con el estado de Minas Gerais. La primera batalla en la que se enfrentaron en este municipio fue en un lugar llamado Cascata, frontera entre los dos estados brasileños. Derrotados en este primer enfrentamiento, los paulistas se retiraron a la hacienda Pauliceia. Y entre los soldados paulistas que se quedaron en la hacienda estaba Antônio Sguassábia, hermano de Maria.
A través de la ventana de la escuela, María Sguassábia vio a las tropas en movimiento, y luego vio a un centinela paulista desertar.Según su propio relato de lo sucedido:

O administrador da fazenda deu ordens para abandonar o local porque estava no centro do combate. Dali eu podia ouvir os bombardeios. Quando vi um soldado desertar, jogando sua arma no mato, fiquei indignada, se pudesse alcançaria o patife e lhe daria umas bofetadas. Porém, na hora não dava para pensar, havia grande agitação entre os soldados. Logo descobri que a tropa iria avançar, sair das proximidades da fazenda. Decidi acompanhar o meu irmão. Deixei minha filha com o administrador. Voltei para encontrar o fuzil abandonado pelo soldado desertor, vesti a farda que meu irmão me dera para lavar. E quando o caminhão dos soldados passou rente a escola, corri atrás e subi. — Depoimento para O Globo, 1952.
El encargado de la granja me ordenó que me fuera porque estaba en el centro de los combates. Podía oír los bombardeos desde allí. Cuando vi a un soldado desertar, arrojando su arma a los arbustos, me indigné y, si pudiera alcanzarlo le daría una bofetada. Pero no podía pensar en ese momento, había mucho alboroto entre los soldados. Pronto me di cuenta de que las tropas iban a avanzar y abandonar los alrededores de la granja. Decidí acompañar a mi hermano. Dejé a mi hija con el administrador. Volví a buscar el fusil abandonado por el soldado desertor, me puse el uniforme que mi hermano me había dado para lavar. Y cuando el camión de los soldados pasó por delante de la escuela, corrí tras él y me subí"'. - Testimonio para O Globo, 1952.
O GLOBO, Magazine. (Edición del 9 de julio de 1952). 
1952)

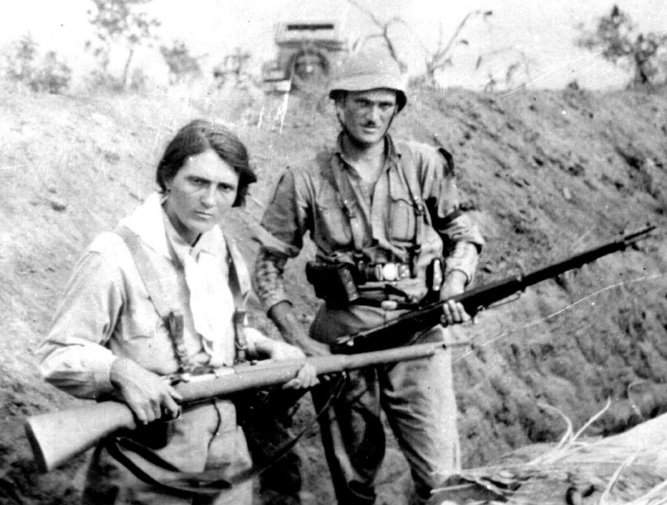
Maria Sguassábia y su hermano Antônio en las trincheras

En la confusión de la partida, los soldados no se percataron de la presencia de Maria. Antonio, su hermano, fue el primero en darse cuenta e intentó por todos los medios disuadirla de unirse a la lucha. Fue inútil, pues ella estaba decidida. Horas después estaba en una trinchera, en la frontera entre São Paulo y Minas Gerais, en la localidad de Espírito Santo do Pinhal. Su primer combate lo describió así:

Numa colina banhada de luar tinham vultos. Mal tive tempo de pensar e uma saraivada de balas zunia sobre nós. Antônio me ensinou a manejar o fuzil. O tenente Meira circulava pela trincheira dando ordens e de súbito gritou: 'Fogo!'. Apontei em direção aos vultos e puxei o gatilho. Atirei muitas outras vezes naquela madrugada. Quando amanheceu o fogo cessou. Eu estava com o ombro direito roxo, dolorido. Os braços enxaustos, mas o coração limpo, aliviado. Foi quando o tenente Meira parou diante de mim. Os meus cabelos estavam soltos ao vento! — Depoimento para a Revista Manchete, 1957.
En una colina bañada por la luz de la luna había figuras. Apenas tuve tiempo de pensar y una lluvia de balas pasó silbando a nuestro lado. Antônio me enseñó a manejar el fusil. El teniente Meira recorría la trinchera dando órdenes y, de repente, gritó: "¡Fuego! Apunté en dirección a las figuras y apreté el gatillo. Esa noche disparé muchas veces más. Al amanecer, el fuego cesó. Mi hombro derecho estaba morado y dolorido. Me dolían los brazos, pero tenía el corazón despejado, aliviado. Fue entonces cuando el teniente Meira se detuvo delante de mí. ¡Mi pelo volaba al viento!  - Testimonio para la Revista Manchete, 1957

Tras ser descubierta por su superior, el teniente Mario dos Santos Meira, suplicó ser aceptada en el batallón. Sin saber qué hacer, el teniente llevó el caso al comandante Romão Gomes en el cuartel general del Hotel São Paulo en Águas da Prata. Unas horas más tarde, se decidió que la maestra María se quedase. Si podía con la rutina en las trincheras, serviría de ejemplo a los temerosos soldados y, si no podía, también podría marcharse en cualquier momento sin cargos. Así que se alistó en la 4ª compañía del batallón de milicias civiles con el seudónimo de "Mário Sguassábia". Aunque al principio la tropa se mostró reacia a verla, poco a poco fue convenciendo a los demás de sus méritos, con sucesivas demostraciones de valentía y eficacia en combate, sirviendo de ejemplo y animando a los demás.
Según el teniente Mario dos Santos Meira, en la batalla de Lagoa Branca, ella y sus compañeros lucharon contra 1.200 hombres y después de 26 horas derrotaron al enemigo. Durante todo el combate, Maria luchó como una verdadera espartana, sin comida y sin agua, pero mantuvo la calma y nunca se quejó. Se convirtió en objeto de admiración y estima entre sus camaradas. Después de este combate, ella y su tropa hicieron retroceder a sus enemigos de la ciudad de Casa Branca, y luego marcharon hacia Vargem Grande do Sul.Según ella:

A tropa mal havia de recuperado e estávamos fazendo levantamento das armas abandonadas pelo inimigo. Foi quando recebemos a ordem de recuperar Vargem Grande do Sul. Tivemos que andar 11 horas até chegar a cidade ocupada pelo inimigo, que resistiu tenazmente. Tivemos que tomar rua a rua, casa por casa. Neste dia eu senti como era duro guerrear. — Depoimento para a Revista Manchete, 1957.
La tropa apenas se había recuperado y estábamos inspeccionando las armas abandonadas por el enemigo. Fue entonces cuando recibimos la orden de recuperar Vargem Grande do Sul. Tuvimos que caminar durante 11 horas para llegar a la ciudad ocupada por el enemigo, que resistía tenazmente. Tuvimos que tomarla calle por calle, casa por casa. Aquel día me di cuenta de lo difícil que era luchar. - Testimonio para la revista Manchete, 1957.
MANCHETE, Magazine (número 13 de julio de 1957)

En aquella ciudad, en el barrio de Pedregulho, ella y más soldados paulistas avanzaron más allá de las trincheras y detuvieron al comandante de las tropas de Minas Gerais, el teniente João Batista Silveira. Según el teniente Meira, cuando llegó a las trincheras de Pedregulho encontró a cuatro de sus soldados con las armas apuntando a un grupo de enemigos. Maria tenía el fusil en el pecho del teniente, que maldecía y casi lloraba de vergüenza. Fue entonces cuando el teniente Mario dos Santos Meira le dijo: 

Não se envergonhe de ser prisioneiro de uma mulher, tenente, porque indiscutivelmente o senhor está tendo a honra de ser aprisionado pelo mais valente soldado paulista. — Depoimento para o livro Revolução paulista: Coluna Romão Gomes 1932 de Benedito Fernando de Oliveira.
No se avergüence de ser prisionero de una mujer, teniente, porque, sin duda, tiene el honor de ser encarcelada por el soldado paulista más valiente. - Testimonio para el libro Revolución de São Paulo: Columna Romão Gomes 1932 de Benedito Fernando de Oliveira.
Revolución de São Paulo - Columna Romão Gomes 1932. São Paulo: Revista dos Tribunais. 1950. 132 páginas

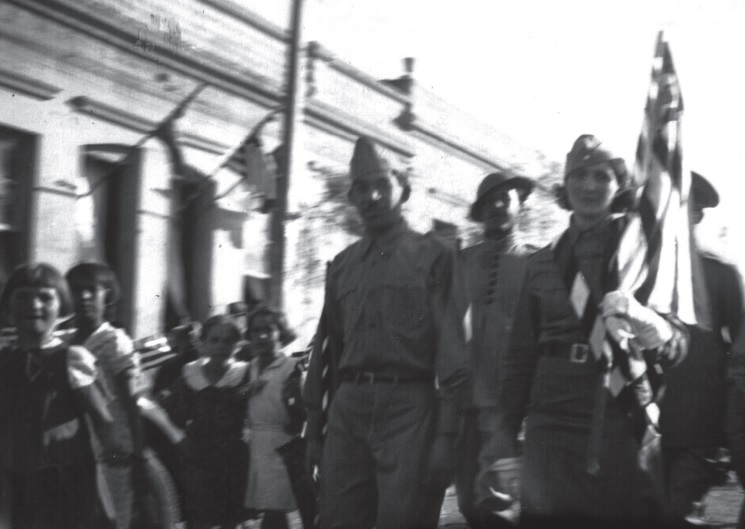
Maria Sguassábia en un desfile para conmemorar el 9 de julio, en São João da Boa Vista.

Aquel día Maria Sguassábia fue ascendida a cabo, por el mérito de su hazaña, y más tarde a sargento. En São Sebastião da Grama se dio cuenta por primera vez de la superioridad del enemigo. Para ella, estas fueron las batallas más difíciles y violentas.Según su relato:

Em 4 dias enfrentamos 10 combates violentos. Assisti a morte de muitos companheiros. Vi-os sair carregados em padiolas, desertar, vi homens chorando, vi o diabo. E antes de entrar em Grama, recebemos ordens de rumar para Campinas. Não havia mais nada a fazer na região. — Depoimento para a revista Manchete, 1957.
En 4 días nos enfrentamos a 10 violentos combates. Vi morir a muchos camaradas. Los vi salir cargados en las alforjas, desertando, vi hombres llorando, vi al diablo. Y antes de entrar en Grama, nos ordenaron dirigirnos a Campinas. No había nada más que hacer en la región. - Testimonio para la revista Manchete, 1957.
Revista MANCHETE (Edición del 13 de julio de 1957)

Cuando las tropas paulistas estaban estacionadas en las afueras de Campinas, defendiendo la ciudad, la Revolución se acercaba a su fin. En octubre de 1932, después de tres meses, se alcanzó el armisticio y se puso fin definitivamente a las hostilidades. La columna Romão Gomes, en la que actuaba Maria Sguassábia, fue la única que no perdió ninguna batalla.
Terminado el conflicto, pero aún presente en Campinas, huyó del lugar y, con la ayuda de un conocido de la ciudad, sustituyó su uniforme militar por ropas civiles, habiendo escondido su fusil y su casco militar. Para evadir las tropas federales, ella y su hermano caminaron cerca de 150 kilómetros entre Campinas y São João da Boa Vista, de regreso a sus casas, siguiendo caminos rurales, pasando hambre y sed en el camino, para evitar las carreteras y vías férreas por donde circulaban patrullas de tropas getulistas.
Por haberse rendido al teniente dictatorial João Batista Silveira, fue posteriormente perseguida por él, lo que provocó que fuera despedida de su trabajo como maestra de primaria. Se convirtió entonces en costurera y unos años más tarde, bajo el interventor paulista Armando de Sales Oliveira, consiguió un puesto de inspectora de alumnos en el Instituto de Educación Christiano Osório de Oliveira, en São João da Boa Vista. 
Maria Stela Rosa Sguassábia murió el 14 de marzo de 1973 a los 74 años y fue enterrada en el cementerio de São João da Boa Vista.